# Рудоносні гірські породи
Рудоносні гірські породи (рос. рудоносные горные породы; англ. ore-bearing rocks, нім. Erzgesteine n pl, Erzgebirge n pl) — гірські породи з вкрапленнями рудних мінералів.

## Дотичний термін
РУДОНОСНИЙ (рос. рудоносный, англ. ore-bearing, нім. erzführend, erzhalting, erzreich) — той, що містить поклади руди. Рудоносна площа — площа з підвищеною рудоносністю, об'єкт металогенічних досліджень. Виділяють рудоносні площі різного масштабу — від ділянки родовища до планетарного металогенічного пояса.